# Ateyyat El Abnoudy
Ateyyat El Abnoudy (26 de novembro de 1939 - 5 de outubro de 2018), também conhecida como Ateyyat Awad Mahmoud Khalil, foi uma jornalista, advogada, atriz, produtora e diretora de cinema. Nasceu num pequeno povoado perto do Delta do Nilo no Egito. El Abnoudy é considerada uma das diretoras pioneiras do cinema do mundo árabe, já que os seus filmes inspiraram os trabalhos de muitas mulheres árabes na indústria. Tem sido chamada de "cineasta dos pobres" devido a temática que a inspirou fazer filmes, as questões relativas aos direitos civis e a condição dos árabes empobrecidos. El Abnoudy recebeu mais de trinta prêmios internacionais pelas seus vinte e dois filmes, dos quais três foram por Horse of Mud (1971).

## Primeiros anos e educação
El Abnoudy foi criada em um pequeno povoado com os seus pais numa família trabalhadora. El Abnoudy estudou na Universidade do Cairo, onde recebeu o título de advogada; enquanto estudava, trabalhou como atriz num teatro próximo para sustentar a sua educação. Durante a sua carreira conheceu um seu primeiro marido, um jornalista e poeta chamado Abdel-Rahman El Abnoudy. A carreira de Abdel deu-lhe à sua esposa o acesso a uma rede de escritores, poetas e outros artistas do Egito.

## Carreira
El Abnoudy teve várias funções no teatro, como diretora de palco e assistente. Em 1972 ingressou o Instituto Superior de Cinema do Cairo para finalizar os seus estudos cinematográficos. Enquanto formava-se, criou o Horse of Mud, que além de ser o seu primeiro documentário, foi o primeiro produzido por uma mulher no Egito.
Começou a sua carreira de atriz como forma de se manter enquanto estudava jornalismo. Uma vez que começou a sua carreira neste último campo, tomou um interesse especial pelos pobres do Egito, sobretudo os de sua capital Cairo. Isto a inspirou para estudar produção e se converteu numa cineasta que representou esta classe social de seu país. El Abnoudy rapidamente se tornou conhecida com dois títulos: "a cineasta dos pobres" e "a mãe dos documentários". Inspirou muitas mulheres árabes a seguirem seus passos.
Os filmes de El-Abnoudy são famosos por tratar assuntos políticos, sociais e económicos do Egito. Eles desafiaram a censura fílmica durante a presidência de Anwar el-Sadat. El Abnoudy contestou a censura aos cineastas egípcios quando se converteu a primeira mulher a estabelecer sua própria companhia produtora, Abnoudy Film, que financiava pequenos cineastas como ela.

## Filmografia
| Acreditada como: | Acreditada como:               | Acreditada como: | Acreditada como: |
| Ano              | Título                         | Diretora         | Produtora        |
| ---------------- | ------------------------------ | ---------------- | ---------------- |
| 1971             | Horse of Mud                   | Sim              | Sim              |
| 1972             | Sad Song of Touha              | Sim              | Sim              |
| 1973             | Jumble Sale                    | Sim              | Sim              |
| 1974             | Two Festivals in Grenoble      | Sim              | Sim              |
| 1975             | al-Sandawich                   | Sim              | Sim              |
| 1976             | London Views                   | Sim              | Sim              |
| 1979             | To Move into Depth             | Sim              | Sim              |
| 1981             | Seas of Thirst                 | Sim              | Sim              |
| 1983             | Permissible Dreams             | Sim              | Não              |
| 1985             | Rolla Tree                     | Sim              | Não              |
| 1988             | Rhythm of Life                 | Sim              | Não              |
| 1989             | Year of Maya                   | Sim              | Não              |
| 1990             | Interview in Room No. 8        | Sim              | Sim              |
| 1992             | Sellers and Buyers             | Sim              | Não              |
| 1993             | Diary in Exile                 | Sim              | Sim              |
| 1994             | Responsible Women              | Sim              | Sim              |
| 1995             | Rawya                          | Sim              | Sim              |
| 1995             | Girls Still Dream              | Sim              | Sim              |
| 1996             | Days of Democracy              | Sim              | Sim              |
| 1996             | Egyptian Heroines              | Sim              | Não              |
| 2000             | Cairo 1000, Cairo 2000         | Sim              | Não              |
| 2002             | The Nubia Train                | Sim              | Sim              |
| 2004             | Ethiopia through Egyptian Eyes | Sim              | Sim              |

## Prêmios e nomeações
- 1971: três prêmios internacionais no Grand Prix Film Festival, Mannheim Film Festival e Festival Internacional de Cinema de Damasco.[3]
- 1972: Prêmio da crítica francesa no Grenoble Film Festival.[3]
- 1990: Prêmio de melhor coprodução em Valencia Film Festival, Espanha.[6]
- 1992: Prêmio da crítica de filmes egípcios no Ismailia International Documentary & Short Film Festival.[6]
- 1998: Menção de honra no Festival de Cinema Nacional do Ministério de Cultura do Egito.[6]